# Frieden von Péronne 1468
Der Frieden von Péronne vom 14. Oktober 1468 war ein Vertrag zwischen dem französischen König Ludwig XI. und dem burgundischen Herzog Karl dem Kühnen.
Am 9. Oktober 1468 trafen sich Ludwig XI. und Karl der Kühne in Péronne an der Somme, nachdem am 10. September der Frieden von Ancenis geschlossen worden war, durch den die Beziehungen zwischen dem König, dessen Bruder Karl, dem Herzog Franz II. von Bretagne und den Engländern vorläufig wiederhergestellt worden waren.
In Péronne ging es nun darum, eine vergleichbare Übereinkunft mit Karl dem Kühnen zu erreichen, der sich von seinen bisherigen Verbündeten verraten fühlte. Der Ort gehörte zum Besitz des Herzogs, der dem König freies Geleit zusicherte.
Am 11. Oktober traf die Nachricht eines Aufstands in Lüttich ein, von dem man wusste, dass er von Ludwig XI. unterstützt wurde. Daraufhin nahm der Herzog den König zum Gefangenen. Einen Krieg vor Augen, ließ Karl Ludwig gegen die Zusage jedoch wieder frei, einen Vertrag abzuschließen, der den französischen Teil Flanderns (Gent, Ypern, Brügge und die Franc de Bruges, die Umgebung der Stadt) aus der Jurisdiktion des Parlements herauslöste, damit die Souveränität des Königs hier faktisch beendete, die Unabhängigkeit der Burgunder hingegen erhöhte. Darüber hinaus wurde Ludwig XI. gezwungen, Karl den Kühnen zur Bestrafung der Lütticher zu begleiten. Ludwigs Bruder Karl erhielt die Champagne und das Brie und im Jahr darauf im Tausch dagegen die Guyenne.